# 伝説のオウガバトル
『伝説のオウガバトル』（でんせつのオウガバトル、Ogre Battle: March of the Black Queen）は、1993年3月12日に日本のクエストから発売されたスーパーファミコン用リアルタイムストラテジーシミュレーションRPG。
主人公である反乱軍のリーダーを操作し、ハイランド軍が建立した神聖ゼテギネア帝国の恐怖政治による支配からの脱却を目的としている。後に『タクティクスオウガ』（1995年）、『オウガバトル64』（1999年）と続く『オウガバトルシリーズ』（1993年 - 2010年）の第一作である。略称は『伝説』『オウガバトル』『OB』など。当初は『オウガバトル』というタイトルだったが後に変更された。
開発はクエストが行い、企画・シナリオは本作のプロデューサーで、のちにスクウェアにて『ファイナルファンタジータクティクス』（1997年）を手がける松野泰己が担当、音楽はPCエンジン用ソフト『マジカルチェイス』（1991年）を手掛けた岩田匡治および崎元仁、東芝EMIのスーパーファミコン用ソフト『サイバリオン』（1992年）を手掛けた松尾早人が担当している。
後にリメイク版として、1996年にPlayStation版（アートディンク）およびセガサターン版（リバーヒルソフト）が発売された。スーパーファミコン版の移植として、2008年11月11日からはWii・バーチャルコンソールで、2013年11月20日からはWii U・バーチャルコンソールで、2017年8月23日からはNewニンテンドー3DS・バーチャルコンソールでも提供。2010年9月1日および2011年5月12日より携帯電話ゲームとして配信。メーカーはVC、携帯版としてはどちらともスクウェア・エニックス。
ゲーム誌『ファミコン通信』の「クロスレビュー」において、スーパーファミコン版とPlayStation版はゴールド殿堂を獲得した。

## ゲーム内容

### システム
本作は様々な種族・クラスからなる自軍（解放軍）メンバーを小チーム（ユニット）に編成し、それを最大10チーム展開して、点在する都市を敵方である現帝国の圧政から解放していく、キャンペーン型の戦術/戦略級リアルタイムシミュレーションゲームである。マップ毎に敵の防衛拠点が設定されており、そこを制圧すれば次の地方へ進撃できる。主人公はオピニオンリーダーと呼ばれる特殊ユニットで、反乱軍の方針を示すなどの選択を迫られる。
各キャラクターにはクラス及びレベルに応じた派遣コストが設定されており、派遣一日毎に反乱軍全体の運営資金から差し引かれる。従って、ただ強いユニットを保持するだけではクリアできず、いかに運営資金を入手するかが攻略の鍵となる。プレイヤーが指揮するのは反乱軍であるため、税収などの後ろ盾を持っておらず、資金は各地の財宝を手に入れたり、解放した都市からの寄付金で賄われることとなる。この寄付金の額に関係するのがカオスフレームシステムである。
カオスフレームは反乱軍に対する民衆からの支持率を表す数値で、これが高ければ多くの寄付金が得られ、低ければ寄付金は少なくなり、軍の維持・運営に支障を来すことになる。オウガ世界ではこうした低支持状態は暗黒道と呼ばれる。
カオスフレームが低くてもゲームが進行不能になることはないものの、味方になるはずのキャラクターが加入しなかったり、選べるマップが限定されたりなどのペナルティが発生する。そして何よりもバッドエンドを迎えてしまうため、カオスフレームをいかに維持するかがこのゲームの真の要諦となる。
カオスフレームは民衆の支持を高めることで維持・上昇させることが可能で、そのためには「英雄的な戦い」を意識する必要がある。よって、都市を戦場にしたり、カリスマ（CHA）や正義性（ALI）の低い部隊を進駐させるといった行動は支持率＝カオスフレームの低下を招く。部隊のCHAおよびALIは戦闘によって変動し、一般に自軍ユニットよりもレベルの低い敵ユニットと戦闘することで低下、反対に自軍ユニットよりもレベルの高い敵ユニットと戦闘することで上昇する。これらは、一方的な殺戮が現帝国軍の圧政と同じであると見なされ、民衆から支持を得られないということを、ゲーム的に表現したものである。
従って、戦い方としては、自軍の同一メンバーに必要以上の戦闘（連戦）をさせず、各メンバーの過度なレベルアップを避けることで、敵方とのレベルの開きを抑えながら攻略していくことが正攻法となる。正攻法を貫くには、飛行部隊を中心とした電撃戦を仕掛けるなど様々な工夫が必要となるが、使用できるユニットが限定されるため、精鋭メンバーの状態維持には常に気を配らなければならない。
しかしながら、民衆の支持率を用いたこのシステムは、逆に言えば、民衆の見ていない所での行いは支持率（カオスフレーム）には影響がないため、所要時間的にも、オピニオンリーダーは本拠地に構えて戦闘に出さず、前線での戦闘専用の汚れ役の部隊（ゲーム誌などでは死神部隊と呼ばれた）と、都市の解放専用のクリーンな部隊とを使い分けることで、民衆には解放軍の正義性をアピールするという攻略法に落ち着くプレイヤーが多く、正攻法よりもこちらが一般的な攻略法であるとされる。

### クラス
キャラクターにはクラス（キャラクタークラス）が設定されており、クラスによって能力や性質が異なる。また、ロードをはじめとした特定キャラクター専用のクラスも存在する。クラスにはSサイズとLサイズが存在し、LサイズのキャラクターはSサイズのキャラクター2体分の編成スペースを取る。
多くのクラスのキャラクターは条件を満たすとクラスチェンジ（現在のクラスから別のクラスへ変わる）を行える。主な条件は以下の通り。
規定のレベル・CHA・ALIに達する
レベルとCHAを一定値以上に上げ、さらにALIを規定値にするとクラスチェンジが可能となるパターン。ALIの条件はクラスによって異なり、規定値以上、規定値以内、規定値以下のいずれかとなる。CHAの数値が問われないパターンもある。
特定のアイテムを使う
クラスチェンジ用のアイテムを特定のクラスのキャラクターに使用することでクラスチェンジするパターン。
特定の敵から攻撃を受ける
一部のクラスの敵から攻撃を受ける事で稀にクラスチェンジするパターン。
無条件
特に条件がなくクラスチェンジができるパターン。

### 戦闘システム
戦闘は自軍ユニットと敵方ユニットが一定距離に近接または近接状態でのプレイヤーによる敵方ユニットへの攻撃指示によって開始され、戦闘開始後の画面は基本的にはオートで進行する。プレイヤーは戦闘の直前または戦闘中にユニットへの作戦指示（前衛・後衛等のフォーメーションの変更、装備品の変更、バトルコマンド（戦い方）の選択、タロットカード（後述）の使用、等）を出す。勝敗は、相手を全滅または行動回数以内に決着がつかない場合はHPに与えたダメージの合計による判定となり、敗者はマップ上で後退させられる。
属性
属性とは、キャラクターのクラスや装備品の特性であり、攻撃・防御ともに戦況に大きく影響する。「物理」「火炎」「冷気」「雷撃」「暗黒」「神聖」があり、火炎と冷気、暗黒と神聖など、相反するもの同士の場合は特に影響が大きくなる。例えば神聖は暗黒に対して大きなダメージを与えるが、逆に暗黒から受けるダメージも大きい。

## 設定

### ストーリー
- オウガバトルサーガ 第5章 The March of the Black Queen（黒き女王の行進）

賢者と呼ばれた魔法使いラシュディは、狂気にかられたのかかつての友であったグラン・ゼノビア王を暗殺、北方の軍事大国ハイランドを率いて4つの王国へ向けて戦争を始めた。強大な軍事力を持つハイランド軍はわずか一年で大陸全土を制圧し、神聖ゼテギネア帝国が誕生。その支配はまさに恐怖政治そのものであった。
帝国暦24年。シャロームの辺境ではゼノビア王国騎士団の生き残りが一人の若き指導者を連れ最後の戦いを挑もうとしていた。

### クラスリスト

#### 人間系男性
ファイター
全ての基本となるクラス。初期職のため能力は低めでレベルが上がると他のクラスとの性能差が顕著になる。
ナイト
高ALI戦士クラス。性能はファイターの正当進化と言えるもの。さらにレベルが上がると回復魔法が使えるパラディンにクラスチェンジできる。
サムライ
戦士クラスだが、後衛の敵も攻撃可能で自分も反動のダメージを受ける特殊攻撃「ソニックブーム」を使うことができるクラス。サムライマスターにクラスチェンジ可能。
ビーストテイマー
ALI（正義性）の能力が中程度以上の場合に就ける戦士クラス。後衛でも前衛と同じ回数の攻撃ができる。レベルが上がるとビーストマスターにクラスチェンジが可能。
ドラゴンテイマー
戦士クラス。ビーストマスターがクラスチェンジ用のアイテムを使うことでクラスチェンジできる。さらにクラスチェンジアイテムを使いドラゴンマスターにクラスチェンジ可能。
バーサーカー
ALIの能力が低い場合に就ける戦士クラス。ナイトに比べてHPの成長率が高い。さらにレベルが上がると火炎系攻撃魔法が使えるブラックナイトにクラスチェンジできる。
ニンジャ
多い攻撃回数と魔法が使える魔法戦士クラス。HPは低め。後衛での忍術は敵の弱点にあわせて3種類の属性の魔法を使い分ける。ニンジャマスターにクラスチェンジ可能。
ドールマスター
ALIの能力が中程度以上の場合に就ける。敵全体に攻撃を与える魔法「アシッドクラウド」が使用できる。エンチャンターにクラスチェンジ可能。
ウィザード
CHA（魅力）の能力が高くALIの能力が低めの場合に就ける魔術師クラス。防御力は低いが攻撃性能は非常に高い。敵の弱点にあわせて5種類の属性の魔法を使い分ける。レベルが上がると全体攻撃魔法を使うゴエティックにクラスチェンジできるが、条件が非常に厳しい。ゴエティックからさらにクラスチェンジアイテムを使いネクロマンサーにクラスチェンジ可能。

リッチ
魔術師クラス。ネクロマンサーがクラスチェンジアイテムを使うことでクラスチェンジできる。3回もの全体攻撃魔法が使え、防御耐性も非常に高い。

#### 人間系女性
アマゾネス
女性における基本クラス。後衛に配置したほうが攻撃回数が多くなる。
クレリック
回復魔法が行使できる僧侶クラス。成長するとプリースト、ビショップにクラスチェンジできる。ビショップになると回復魔法が全体回復に変化する。
ウィッチ
相手全体をマヒさせることが出来る「スタンクラウド」が使える魔術師クラス。
ヴァルキリー
前衛での物理攻撃力も高い他、後衛でも雷撃系魔法を使うことが出来る魔法戦士クラス。成長するとフレイアにクラスチェンジできる。
プリンセス
アマゾネスがクラスチェンジアイテムを使うことでクラスチェンジできる。神聖系全体攻撃魔法を使用可能。コストは高いがリーダーになるとメンバーの攻撃回数を一回増やすことが出来る。

#### 亜人系
ホークマン
有翼人クラス。移動力の高さが特徴。ALI（正義性）が高いとバルタン、低いとレイブンにチェンジできる。
マーメイド
人魚クラス。水地形を得意とし、前衛では物理攻撃、後衛では冷気系魔法を使う。成長させるとニクシーにクラスチェンジ可能。
エンジェル
天使クラス。高い魔法攻撃力と神聖系攻撃を持つ。成長させるとスローンズ、セラフィムにクラスチェンジ可能。
デビル
悪魔クラス。高い能力と移動力を持つが神聖系攻撃に弱い。成長させるとデーモン、サタンにクラスチェンジ可能。
フェアリー
妖精クラス。攻撃･防御性能ともに低い。後衛でのなげキッスはSTRを若干上昇させる効果がある。成長させるとピクシー、シルフにクラスチェンジ可能。
スケルトン
戦士系アンデッドクラス。アンデッドは神聖攻撃を受けない限りダメージを一切受けず、一方で回復魔法や神聖属性の攻撃を受けると即死するという特性がある。上位種にスケルトンナイト。
ゴースト
魔術師系アンデッドクラス。こちらは魔法を使う。上位種にファントム。
パンプキンヘッド
カボチャの頭を持つ亜人。相手のHPを半分にするという特殊な攻撃を持つがアンデッド以外の相手のHPを0にする事はできない。クラスチェンジアイテムを使いマッドハロウィンにクラスチェンジ可能。
ウェアウルフ
人狼クラス。ファイターがウェアウルフからの攻撃を受けることで稀にクラスチェンジする。日中と夜間で姿や攻撃回数が変化し、日中は人型・夜は獣型のユニットになる。上位種にウェアタイガーがおり、ウェアウルフよりもステータスや防御耐性が高いが夜間の攻撃回数が少ない。
ヴァンパイア
吸血鬼クラス。ナイトがクラスチェンジアイテムを使うことでクラスチェンジできる。前衛ではHP吸収攻撃、後衛では敵を混乱させる魔法を使う。夜間のみ活動可能で、昼間は棺桶に閉じこもり行動不能になる。

#### Lサイズ・魔獣系
ゴーレム
石像クラス。高い防御力を持つがHPが低く魔法に弱い。上位種にストーンゴーレムとタロスが存在する。
ジャイアント
巨人クラス。ALIの高低によってタイタン、フィボルグ、ギガンテスの三種類の上位種にクラスチェンジできる。
オクトパス
大蛸クラス。高い能力を持つが水中でしか能力を発揮できない。成長させると水中でのみ使用可能な全体攻撃メイルシュトロムを持つクラーケンにクラスチェンジ可能。
ヘルハウンド
魔犬クラス。山岳で強さを発揮する。成長させると睡眠の追加効果があるメズマライズが使用可能なケルベロスにクラスチェンジ可能。
グリフォン
魔鳥クラス。飛行系ユニットで移動性能が高い。成長させると石化攻撃が可能なコカトリスにクラスチェンジ可能。
ワイアーム
飛竜クラス。飛行系ユニットで移動性能が高い。同じ飛行系のグリフォンと比べてコストが高い。成長させるとワイバーンにクラスチェンジできる。
ドラゴン
地竜クラス。ALIの高低によって三種類の上位ドラゴンにクラスチェンジできる。
レッドドラゴン
火竜クラス。火炎のブレスを吐く。成長させるとサラマンダー、フレアブラスにクラスチェンジ可能。フレアブラスになると火炎系全体魔法が使用できる。
プラチナドラゴン
氷竜クラス。冷気のブレスを吐く。成長させるとバハムート、デスバハムートにクラスチェンジ可能。デスバハムートになると冷気系全体魔法が使用できる。
ブラックドラゴン
黒竜クラス。酸のブレスを吐く。成長させるとティアマットにクラスチェンジ可能。ティアマットになると暗黒系全体魔法が使用できる。ティアマットからさらにクラスチェンジアイテムの使用によりドラゴンゾンビにクラスチェンジできるが、全体攻撃魔法は失ってしまう。

#### 特殊クラス
ロード
オピニオンリーダー専用クラス。主人公であり自分で性別を選択する。ゲーム開始時のいくつかの質問により4種類のタイプのどれかになる。
ジェネラル
将軍クラス。トリスタン皇子やハイランド四天王がこのクラスに就いている。前衛では3回の物理攻撃、後衛では各キャラクターにより攻撃内容が異なる。
ドラグーン
天空の三騎士専用クラス。サムライマスターを強化したような性能で、前衛では3回の物理攻撃、後衛では「ソニックブーム」を使用可能。

### タロットカード
タロットカードは都市解放の度にストックされるアイテムで、敵へのダメージ効果、魔法防壁、ステータス補正など様々な効果を持つ。戦況が完全に不利な場合でもタロットの大量投入でカバーできるため、強力なカードをできる限り維持することが戦略上重要となる。
| 番号 | カード           | 入手時効果                               | 戦闘時使用効果                                    |
| ---- | ---------------- | ---------------------------------------- | ------------------------------------------------- |
| 0    | フール           | 味方全員のLUK+1                          | 敵リーダーを除く敵全員を退却                      |
| 1    | マジシャン       | 味方全員のINT+1                          | 敵全員に火炎攻撃                                  |
| 2    | プリエステス     | 味方全員のALI+1                          | 味方全員のHP50回復                                |
| 3    | エンプレス       | 味方全員のCHA+1                          | 味方全員のHP全回復                                |
| 4    | エンペラー       | 味方全員のCHA+2                          | 味方全員の攻撃回数+1                              |
| 5    | ハイエロファント | 味方全員のALI+2                          | ボスを除く敵全員に眠り                            |
| 6    | ラヴァーズ       | カオスフレーム+1                         | ボスを除く敵全員を混乱                            |
| 7    | チャリオット     | 味方全員のSTR+2                          | 敵全員に物理攻撃                                  |
| 8    | ストレングス     | 味方全員のSTR+1                          | 味方全員のSTR+30%                                 |
| 9    | ハーミット       | 味方全員のINT+2                          | 敵全員に雷攻撃                                    |
| 10   | フォーチュン     | カオスフレーム+3〜-3                     | ボスを除く敵全員を退却                            |
| 11   | ジャスティス     | 味方全員の最大HP+1                       | 敵全員に冷気攻撃                                  |
| 12   | ハングドマン     | 味方全員のSTR-1                          | 敵全員のSTR-30%                                   |
| 13   | デス             | カオスフレーム-2                         | HP50%以下の敵全員を即死（ボス、アンデッドを除く） |
| 14   | テンパランス     | カオスフレーム+2                         | 味方全員の状態異常を回復                          |
| 15   | デビル           | カオスフレーム-1                         | 敵全員に暗黒攻撃                                  |
| 16   | タワー           | 味方全員のALI-2                          | 敵全員に地震攻撃（飛行系を除く）                  |
| 17   | スター           | 味方全員のAGI+1                          | 味方全員のAGI+50%                                 |
| 18   | ムーン           | 夜の時間になる                           | ボスを除く敵の前衛と後衛を入れ替える              |
| 19   | サン             | 昼の時間になる                           | 敵味方全員に攻撃                                  |
| 20   | ジャッジメント   | 味方全員の最大HP+2                       | 敵全員に神聖攻撃                                  |
| 21   | ワールド         | 後のカードの効果を派遣中の味方にも与える | 敵の魔法攻撃を無効化                              |

## 登場人物
ここでは『伝説のオウガバトル』の登場人物を紹介する。声優はセガサターン版での出演。

### 主人公
オピニオンリーダーの名前と性別は、ゲーム冒頭でプレイヤーが決定する。
ウォーレンに見出され、反乱軍のリーダーとなる。
男オピニオンリーダー
声 - 真殿光昭
クラス：ロード
ドラゴンズヘヴンでの名前「レクサール」
セガサターンでの名前「サイノス」
パラティヌス王国活動時の偽名「デスティン」
女オピニオンリーダー
声 - 大沢つむぎ
クラス：ロード
セガサターンでの名前「アーウィンド」

### 仲間にすることができる登場人物
フルネームの判明しているものは括弧内に記す。
騎士ランスロット（ランスロット・ハミルトン）
声 - 子安武人
クラス：ナイト
ゼノビア騎士団に所属していた騎士を称する。37歳。逃亡生活の中で妻を失っている。
占星術師ウォーレン（ウォーレン・ムーン）
声 - 堀内賢雄
クラス：ウィザード
ゼノビア魔法団に所属していた占星術師。主人公を見出し、反乱軍のリーダーに推挙する。その「占い」は「予言」の域に達しているほど正確。シャローム辺境の一領主でもある。
風使いカノープス（カノープス・ウォルフ）
声 - 荒川太郎
クラス：バルタン
ゼノビア魔獣軍団に所属していた有翼人。46歳。有翼人は常人の3倍の寿命を持つため、見た目は若々しい。皮肉屋。妹ユーリア（声 - 折笠愛）がいる。
天空のギルバルド（ギルバルド・オブライエン）
声 - 八戸優
クラス：ビーストテイマー
シャローム地方の領主で元ゼノビア魔獣軍団長。50歳。カノープスの盟友。ユーリアの恋人。民を守るため、帝国に臣従する道を選んだ。心優しい男。
魔女デネブ（デネブ・ローブ）
声 - 折笠愛
クラス：ウィッチ
カボチャをこよなく愛する魔女。年齢不詳。若くて美しいその姿は転生術で保たれている。かつてはその美貌に惑わされた男たちを利用した人体実験を繰り返していたが、現在は畑荒しを生業とする。いずれにしても迷惑極まりない人物として民から厄介者と見なされている。研究熱心で、帝国に協力しているのはその蔵書の提供を受けるため。ギャル風の言動が特徴で、後に発売する全オウガバトル正史、外伝にも登場する。
狂戦士アッシュ
声 - 置鮎龍太郎
クラス：ナイト
元ゼノビア王国騎士団長。グラン王を暗殺したという冤罪を受け、王家を守りきれなかったという自戒の念から、城塞都市バイロイトに25年に渡って幽閉され続けている。
獣王ライアン
声 - 子安武人
クラス：ビーストテイマー
「獣王」を自称する傭兵。ユニットはドラゴン×2。
疾風のデボネア（クァス・デボネア）
声 - 小杉十郎太
クラス：ジェネラル
ハイランド四天王の一人。29歳。頑固だが信義に厚い騎士。必殺技は音速で剣を振るうことによって真空刃を生み出すソニックブレイド。
聖母アイーシャ（アイーシャ・クヌーデル）
声 - 日昔桂子
クラス：プリースト
ロシュフォル教大神官フォーリスの娘。17歳。母がガレスに虐殺された時は修行の旅に出ていたため難を逃れた。復讐を誓う。
法皇ノルン
声 - 麻上洋子
クラス：プリースト
追放されたハイランドの法皇。デボネアとは恋仲。近視眼的で猪突猛進な所も。
聖騎士ラウニィー（ラウニィー・ウィンザルフ）
声 - 深見梨加
クラス：フレイア
帝国軍の大将軍ヒカシューの一人娘にしてハイランド初の女性聖騎士。帝国を見限り、反乱軍に参加した。アプローズ男爵は婚約者だが、蛇蝎の如くに嫌悪している。口が悪い。
妖術士サラディン（サラディン・カーム）
クラス：ゴエティック
ラシュディの二番弟子だった妖術士。ドヌーブ王国の英雄。師に背いたことによって石にされている。
トリスタン皇子（フィクス・トリシュトラム・ゼノビア）
声 - 中原茂
クラス：ジェネラル
ゼノビア王国の第一皇子。26歳。ガレスによるゼノビア王家暗殺に際しては、乳母バーニャによって窮地を逃れた。反帝国レジスタンスを率いる。
天使長ユーシス
声 - 麻上洋子
クラス：スローンズ
姉を連れ戻すために地上に降り立った天使長。
赤炎のスルスト
声 - 置鮎龍太郎
クラス：ドラグーン
天空の三騎士の一人。黒人系の容貌。かなり明るく、相当な女好きで「婚約者」がたくさんいる。その品性を疑う声もちらほら。
氷のフェンリル
声 - 五十嵐麗
クラス：ドラグーン
天空の三騎士の一人。オウガバトル後、下界の人間との関わり合いを禁じた神の命に背き、人間を信じて天界への道の鍵となるように自分の剣を地上に残したため、罪人として天界のある地域に幽閉されている。暗めの性格。
竜牙のフォーゲル
声 - 立木文彦
クラス：ドラグーン
天空の三騎士の一人。かつて伝説の神竜ディバインドラゴンを倒し、その呪いにより姿をドラゴンのように変えられてしまったという騎士。ぶっきらぼうだが誠実な性格。
暗黒のガルフ
声 - 立木文彦
クラス：サタン
オウガバトルで多くの魔族を率いて戦った魔界の将軍。現在は封印によりその力の大半を抑えられている。負けると途端に腰が低くなり、命乞いを始める。強力な武器である「ブリュンヒルド」と引き換えに仲間になるが、一方で彼を仲間にすると条件次第でエンディングが固有のものになる。

### その他の登場人物
フィガロ将軍（カラム・フィガロ）
声 - 置鮎龍太郎
クラス：ジェネラル
ハイランド四天王の一人。暗黒剣デュランダルを持つ魔剣士。デボネアの親友。必殺技はダウンクロウズ。竜の鱗を易々と断ち切ると言われる。
プレヴィア将軍（アルフィン・プレヴィア）
クラス：ジェネラル
ハイランド四天王の一人。四天王の中で唯一必殺技を持たないが、代わりにラシュディから伝授された強力な暗黒魔法を扱うことができる。かつては高潔な騎士だったというが、現在は暗黒道の虜となっている。
ルバロン将軍（デニス・ルバロン）
クラス：ジェネラル
ハイランド四天王の一人。褐色の肌を持ち、異国の曲刀ビゼンオサフネを振るう。四天王の中でも最も武術に長ける。ディバインドラゴン（フォーゲルが倒した神竜とは別の竜）を倒した際にその返り血を浴び、無敵の体を得たと言われている。必殺技は雷属性のイクスティンク。
ヒカシュー大将軍（ヒカシュー・ウィンザルフ）
声 - 小杉十郎太
クラス：ハイランダー
ハイランドの武門名家、ウィンザルフ家の当主。神聖ゼテギネア帝国軍の最高司令官。司令官としてだけでなく、武人としても類稀なる能力を持つ。故国ハイランドに絶対の忠誠を誓い、腐敗した帝国と命運を共にしようと悲壮な決意を抱いている。
魔導師ラシュディ
声 - 大塚明夫
クラス：ワイズマン
かつてはゼテギネア大陸の戦乱をグラン王と共に収めたとされる魔術師。しかしエンドラをそそのかし、再度の戦乱の元凶となる。その魔力は天空の三騎士すら容易に虜にするほど。自らの敗北と死を悟っていた節がある。
妖術士アルビレオ
声 - 子安武人
クラス：エンチャンター
ラシュディの一番弟子。見かけは若いが転生法によって若さを保っているため実年齢は不明。ラシュディのように力を求めているというよりは、知識に貪欲なようだが、知識の入手のために手段を選ばない辺りは師ラシュディとよく似ている。この世界だけではなく、転生によって様々な時代や世界に名前を変え神出鬼没に現れる。
女帝エンドラ
クラス：ブラッククィーン
ゼテギネア大陸の北方に位置する軍事大国ハイランドの女王にして、神聖ゼテギネア帝国の女帝。かつては心優しい女王だったとされる。ラシュディにそそのかされ他の四王国を滅ぼし、わずか一年で大陸統一を果たした。それはローディス教国の脅威を他国に訴えるも聞き入れられなかった上、それを口実に他の四王国がハイランドに攻め込んできたために止むを得ず、という苦渋の選択であったが、四王国に対抗するために暗黒の力を頼ったことから暗黒道に落ちてしまい、大陸中に圧制を敷く恐怖の女帝と化した。ラシュディに伝授された強大な魔力を持っている。
黒騎士ガレス
声 - 鈴木英一郎
クラス：ダークプリンス
ゼテギネア帝国の第一皇子。彼もラシュディの影響で暗黒道に魅入られてしまった。不死身の肉体を持ち、数多の分身を操る。大神官フォーリスを殺害した男。幾度と無く反乱軍の前に立ちはだかる。かつては正義感の強い男だった。
堕天使ミザール
声 - 深見梨加
クラス：セラフィム
天使長ユーシスの姉で先代の天使長。ラシュディを愛し、裏切りの使徒の証である魔石キャターズアイを渡してしまったことから天界から追放される。
魔女ババロア
声 - 瀧井香央里
シャロームでこの世界について聞かせてくれる老魔女。三姉妹。

## 他機種版
| No. | タイトル                                                     | 発売日                                   | 対応機種                               | 開発元                 | 発売元                  | メディア                              | 型式                  | 備考                       | Ref.                          |
| --- | ------------------------------------------------------------ | ---------------------------------------- | -------------------------------------- | ---------------------- | ----------------------- | ------------------------------------- | --------------------- | -------------------------- | ----------------------------- |
| 1   | 伝説のオウガバトル Ogre Battle: The March of the Black Queen | 1996年9月27日 1997年7月31日              | PlayStation                            | クエスト               | アートディンク アトラス | CD-ROM                                | SLPS-00481 SLUS-00467 | リメイク版                 |                               |
| 2   | 伝説のオウガバトル                                           | 1996年11月1日                            | セガサターン                           | リバーヒルソフト       | リバーヒルソフト        | CD-ROM                                | T-5305G               | リメイク版                 |                               |
| 3   | 伝説のオウガバトル PlayStation the Best                      | 1998年8月6日                             | PlayStation                            | クエスト               | アートディンク          | CD-ROM                                | SLPS-91083            | 廉価版                     |                               |
| 4   | 伝説のオウガバトル                                           | 2008年11月11日 2009年3月2日 2009年7月3日 | Wii                                    | クエスト               | スクウェア・エニックス  | ダウンロード （バーチャルコンソール） | -                     | スーパーファミコン版の移植 | [ 3 ]                         |
| 5   | 伝説のオウガバトル                                           | 2010年9月1日                             | FOMA903i、703iシリーズ以降 （iアプリ） | スクウェア・エニックス | スクウェア・エニックス  | ダウンロード （スクエニモバイル）     | -                     | リメイク版                 | [ 4 ] [ 5 ] [ 6 ] [ 7 ] [ 8 ] |
| 6   | 伝説のオウガバトル                                           | 2011年5月12日                            | WIN BREWシリーズ （EZアプリ）          | スクウェア・エニックス | スクウェア・エニックス  | ダウンロード （スクエニモバイル）     | -                     | リメイク版                 | [ 9 ]                         |
| 7   | 伝説のオウガバトル                                           | 2013年11月20日                           | Wii U                                  | クエスト               | スクウェア・エニックス  | ダウンロード （バーチャルコンソール） | -                     | スーパーファミコン版の移植 | [ 10 ]                        |
| 8   | 伝説のオウガバトル                                           | 2017年8月23日                            | Newニンテンドー3DS                     | クエスト               | スクウェア・エニックス  | ダウンロード （バーチャルコンソール） | -                     | スーパーファミコン版の移植 | [ 11 ] [ 12 ]                 |

PlayStation版
仲間になった人物の戦闘中のグラフィックは、例えばデネブならピンク系カラーなど一般ユニットとは異なる特有のカラーになる。また攻撃のエフェクトなど、戦闘中の演出に様々な変更がなされている。クラスチェンジしても防御耐性値が変化しないことや、装備を付けて増加した値が外しても戻らないなどのバグが存在する。
セガサターン版
マップ上のキャラのグラフィックに色が付いて灰色ではなくなっている。声優が起用されて声が付いた。また新シナリオが追加されている。オリジナルの世界観を壊さないために、一定の条件で追加される隠しマップとなった。フィールドマップ上をリアルタイムに移動している時にセーブが可能となったり、装備品を外せたりと、一部の操作性も向上している。
携帯アプリ版
サーバークエストやエクストラマップなどの新要素が追加されている。

## 開発
全8章のオウガバトルサーガのプロットは、松野プロデューサーが1989年のクエスト入社時に提出した企画である。そして1991年の夏から1年半の製作期間をかけて本作が製作された。本作はマニアックな10万人程度のユーザーが受け入れるのを想定して企画・製作された。
しかし40万本の売れ行きになり、本作発売の三ヶ月前に立ったシミュレーションゲームの企画もその売れ行きの影響から、世界観を受け継いだオウガバトルサーガの作品『タクティクスオウガ』として製作されることになった。
タイトル元ネタは、イギリスのバンドであるクイーンのアルバム『クイーン II』（1974年）の6曲目（B面1曲目）に収録されている曲、「オウガ・バトル」（邦題は「人喰い鬼の闘い」）である。松野プロデューサーはこの曲にインスパイアされて、ゲームの世界感を描き出した。その他オマージュを捧げるかのごとく、オウガシリーズで松野プロデューサーの担当分はクイーン由来のものが多数ある。

## 音楽
サウンドトラック
- 『THE ENTRANCE』（2000年）
- 『Ogre 〜Grand Repeat〜』（2000年）

## スタッフ
- キャラクター、タロットカード・デザイン：ACKY YOSHIDA（吉田明彦）
- メイン・グラフィック・デザイン、イメージ・エフェクト：皆川裕史
- キャラクター・アニメーション：手塚敏
- バトル・フィールド・デザイン：原正憲
- グラフィック・デザイン：ACKY YOSHIDA（吉田明彦）、S.TERANISHI、Y.KOYANAGI、松田和孝
- バトル・モード・プログラミング：森岡伸夫
- メイン・フィールド・プログラミング：佐藤孝、小川昌也
- サブ・プログラミング：畔柳達哉
- 音楽：REZON（岩田匡治）、YMOH.S（崎元仁）、松尾早人
- サウンド・マニピュレート：今井利明
- アシスタント・プランナー：KOBA KAZU、おぐらかずゆき、T.KATO
- マニュアル・インストラクト：いしべゆりえ
- ラジオ・アクター：リリー・チャウ、ダレン・ジョナー
- スペシャル・サンクス：MASA、TOUBEI、HIRAI、TOMOMI
- 企画、ディレクター：松野泰己
- プロデューサー：徳川誠
- エグゼクティブ・プロデューサー：八巻龍一

## 評価
スーパーファミコン版
- ゲーム誌『ファミコン通信』の「クロスレビュー」では、8・8・8・9の合計33点（満40点）でゴールド殿堂入りを獲得、レビュアーからは自由度の高さを指摘する声が多く挙げられ、浜村通信は「自由度の高いシステム。新鮮なフィーチャー」と述べ、田原誠山は任天堂の『ファイアーエムブレムシリーズ』を詰将棋のようなゲームであると例えた上で、「こちらははるかに自由度の高い囲碁的シミュレーションといった趣」と評価、渡辺美紀は「自由度は高いけど、とても親切に説明してくれるから大丈夫」と称賛する声が多数挙げられた他、グラフィックや演出面に関して浜村は「演出がすばらしい。とくにグラフィック関係。デザイナーのセンスの良さが光る」、渡辺は「戦闘シーン、アニメーション、グラフィック、キャラクターなど、どれをとってもすごくムードを持ったゲーム」と絶賛する声が挙げられた一方で、ゲームシステムに関して浜村は「近頃の親切RPGに慣れた人にはとっつきにくいかも」、田原は「1回エンディングを見るだけでもかなり苦労しそう」、ジョルジョ中治は「むやみに戦闘を繰り返すとゲーム進行が不利になったりする。そのへんで賛否がわかれそうな気配」と否定的な意見も挙げられた。
- ゲーム誌『ファミリーコンピュータMagazine』の読者投票による「ゲーム通信簿」での評価は以下の通りとなっており、24.63点（満30点）となっている。この得点はスーパーファミコン全ソフトの中で11位（323本中、1993年時点）となっている。また、『SUPER FAMICOM Magazine』1993年8月情報号特別付録の「スーパーファミコンオールカタログ'93」では、「グラフィックが美しい」、「キャラのクラスチェンジなど、やりこみたくなる要素が多い」と称賛された。その他、同雑誌1993年8月情報号特別付録の「スーパーファミコンオールカタログ'93」巻末に収録されている「部門別ベスト30」では、総合11位、キャラクタ26位、音楽・効果音22位、操作性29位、熱中度23位、お買い得度8位、オリジナリティ8位を獲得している。

| 項目 | キャラクタ | 音楽 | 操作性 | 熱中度 | お買得度 | オリジナリティ | 総合  |
| 得点 | 4.28       | 4.02 | 3.92   | 4.18   | 3.99     | 4.24           | 24.63 |

PlayStation版
- ゲーム誌『ファミ通』の「クロスレビュー」では、8・9・7・8の合計32点（満40点）でゴールド殿堂入りを獲得、レビュアーからは移植度に関しての意見が多数挙げられ、本田慈庵による「世界観や演出、盛り上げかたなどはいま見てもいい」、水ピンによる「各章の途中でセーブできたり、移動の経路を設定できたり、ユニットの編成がラクになったのはかなりうれしいポイント」、ゲーム小杉による「ユニット編成に便利なアイコンが増えてやりやすくなった」など肯定的な意見が挙げられた一方で、水ピンによる「敵の思考がスーパーファミコン版と異なり、おバカな感じがするのは気になるところ」といった意見やゲーム小杉による「戦闘に入るまでの読み込みの長さが若干気になる」と否定的な意見も挙げられた。
- ゲーム誌『Play Station Magazine』の読者投票による「ゲーム通信簿」での評価は以下の通りとなっており、22.8点（満30点）となっている。

| 項目 | キャラクタ | 音楽 | お買得度 | 操作性 | 熱中度 | オリジナリティ | 総合 |
| 得点 | 3.8        | 4.0  | 3.8      | 3.5    | 4.0    | 3.7            | 22.8 |
セガサターン版
- ゲーム誌『ファミ通』の「クロスレビュー」では合計28点（満40点）となった。